# Ginoles
Ginoles település Franciaországban, Aude megyében. Lakosainak száma 298 fő (2022. január 1.). Ginoles Coudons és Quillan községekkel határos.

## Népesség
A település népességének változása:
| Lakosok száma | 194  | 297  | 357  | 365  | 349  | 317  | 303  | 303  | 303  | 298  |
|               | 1968 | 1982 | 1990 | 2006 | 2013 | 2015 | 2017 | 2019 | 2020 | 2022 |